# Trận Ocheretyne
Trận Ocheretyne (Battle of Ocheretyne) là trận chiến đã diễn ra trong và xung quanh làng Ocheretyne, Donetsk Oblast, vào tháng 4 năm 2024. Làng Ocheretyne là một khu định cư của Ukraina ở Donetsk Oblast, gần đường cao tốc Quốc lộ H20 có tầm quan trọng chiến lược, cách Donetsk khoảng 35 km về phía bắc-tây bắc, thủ đô của Cộng hòa Nhân dân Donetsk tự xưng. Trận giao tranh này diễn ra với đà tiến của quân Nga trong chiến dịch miền Đông Ukraina, nằm trong tổng thể Nga xâm lược Ukraina. Trận đánh chớp nhoáng này kết thúc với thắng lợi của quân Nga. Cuộc giao tranh ở Ocheretyne diễn ra sau một cuộc tấn công bất ngờ của Nga. Các đơn vị chiến đấu của Nga đã vượt qua mạng lưới chiến hào của Ukraina và kể từ đó đã tràn vào các thôn lân cận là Solovyove và Novokalynove, đồng thời đang cố gắng tiến xa hơn về phía tây.

## Chiến sự
Vào ngày 16 tháng 4 năm 2024, lực lượng Nga tiến về phía khu định cư và cuộc chiến giành khu định cư này bắt đầu. Theo nhà báo David Axe của tạp chí Forbes thì quân đội Nga lên tới 10.000 người, bao gồm cả binh sĩ từ Lữ đoàn cận vệ súng trường cơ giới độc lập số 15, Lữ đoàn súng trường cơ giới số 30, Lữ đoàn súng trường cơ giới cận vệ độc lập số 74, các thành phần của Sư đoàn xe tăng cận vệ số 90 và các đơn vị lực lượng đặc biệt. Trong khi đó, quân đội Ukraina chỉ có 3.000 người, bao gồm các binh sĩ từ các Lữ đoàn cơ giới số 23, Lữ đoàn cơ giới số 47, Lữ đoàn Cơ giới số 100 và Lữ đoàn Cơ giới số 115, Lữ đoàn dù 25, Lữ đoàn xung kích số 3 và Tiểu đoàn xung kích số 425 (Skala). Lữ đoàn cơ giới 115 được điều động đến làng Ocheretyne vào tháng 4 năm 2024 được giao nhiệm vụ trấn giữ phòng tuyến ở Ocheretyne, cùng với các tiểu đoàn riêng lẻ của các lữ đoàn khác.
Theo Mykola Melnyk, một đại đội trưởng nổi tiếng trong Lữ đoàn cơ giới 47, Lữ đoàn cơ giới 115 đã rời bỏ vị trí của họ mà không có lệnh rút lui khiến lực lượng Nga đột phá trong vòng 48 giờ. Các chiến hào của Ukraine ngay phía đông làng Ocheretyne, trước đây được các binh sĩ thuộc Lữ đoàn cơ giới số 47 tinh nhuệ của quân đội Ukraine trấn giữ giờ đây đột ngột bị bỏ trống. Lữ đoàn súng trường cơ giới số 30 của quân đội Nga tiến quân về phía tây Avdiivka dọc theo tuyến đường sắt và chiếm được phần lớn Ocheretyne, uy hiếp Novobakhmutivka, ngôi làng phía nam Ocheretyne. Ngày 23 tháng 4 năm 2024, truyền thông Ukraina đưa tin ban lãnh đạo quân đội ở Kyiv đã mở cuộc điều tra để tìm lý do Lữ đoàn cơ giới 115 rời đi khi không có lệnh. Vào ngày 23 tháng 4 năm 2024, Nazar Voloshyn, người phát ngôn của Nhóm Lực lượng Khortytsia của Ukraine tuyên bố rằng các lực lượng Nga đang sử dụng vũ khí hóa học. Tuy nhiên, Voloshyn không nêu rõ loại vũ khí hóa học nào đang được sử dụng.
Vào ngày 23 tháng 4 năm 2024, Nga tuyên bố đã chiếm được khu định cư.  Cuối ngày hôm đó, Ukraina phủ nhận điều này và tuyên bố rằng mặc dù quân đội Nga đã tiến vào ngôi làng nhưng ngôi làng vẫn bị tranh chấp. Quân Ukraina cũng tuyên bố đã giết chết hoặc làm bị thương 20 binh sĩ Nga và phá hủy 7 xe bọc thép trong cuộc tấn công ngày hôm trước. Vào ngày 26 tháng 4 năm 2024, Nazar Voloshyn tuyên bố rằng Ukraine vẫn kiểm soát 2/3 diện tích làng Ocheretyne. Ông này cũng tuyên bố rằng các lực lượng Nga đã điều thêm lực lượng dự bị từ Lữ đoàn súng trường cơ giới sơn cước số 55 để xuyên thủng hàng phòng ngự của Ukraina. Vào ngày 27 tháng 4 năm 2024, người phát ngôn của lực lượng phòng vệ Ukraina tuyên bố rằng Ocheretyne chỉ bị quân Nga chiếm được một phần và các trận chiến vẫn đang diễn ra. Ông Mykola Melnyk, đại đội trưởng nổi tiếng của Lữ đoàn cơ giới 47, người bị mất một chân trong cuộc phản công của Ukraina năm 2023 cho biết, một số đơn vị của Lữ đoàn cơ giới 115 đã bị thiệt hại. Theo DeepStateMap.Live thì việc chiếm giữ Ocheretyne là cuộc xâm nhập vào lãnh thổ Ukraina nhanh nhất của lực lượng Nga trong nhiều tháng.